# Сампаю, Лопу Важ де
Ло́пу Важ де Сампа́ю (порт. Lopo Vaz de Sampaio; 1480, Карразеда-ди-Ансьяйнш — 1534, Лиссабон) — португальский военачальник, представитель знатного рода Сампаю, 8-й губернатор Португальской Индии (1526—1529).

## Передача имени и родовой герб
В португальских гербовниках XVI века («Книга главного оружейника», «Книга знати и усовершенствованных гербов», Гербовый зал дворца в Синтре) использовалась орфография порт. Sanpayo. Реформой орфографии 1911 года установлена норма порт. Sampaio. О. А. Овчаренко использует написание Лопу Важ де Сампайу. Согласно португальско-русской практической транскрипции — Сампаю.
Принадлежал к древнему роду галисийского происхождения. Родоначальник Вашку Пиреш Сампаю (Vasco Pires Sampaio) после дуэли с высокопоставленным феодалом был вынужден покинуть Галисию и осесть в Португалии. Короли Фернанду I и Жуан I за верную службу португальской короне жаловали ему земли. Отец, Диогу де Сампаю (Diogo de Sampaio), был близок королю Афонсу V, сражался за взятие Асилы (порт. Arzilla), где португальский монарх посвятил его в рыцари; впоследствии принимал участие в битве при Торо. Лопу Важ де Сампаю родился в одном из родовых владений, в Ансиайнше (порт. Anciães).
Герб: щит разделён на четверти. В 1-й и 4-й на золотом поле орёл с красным языком; на 2-й и 3-й золотые и синие клетки чередуются в шахматном порядке. На красной кайме 8 серебряных литер S. На нашлемнике представлен орёл, что и на щите.

## Краткая биография
При указании порядкового номера губернатора Португальской Индии наблюдаются расхождения источников: 6-й или 8-й.
После военной школы 11 лет служил в Африке, в 1501 году выступил в составе армады на помощь венецианцам против турок по приказу Мануэла I. Затем вторично был направлен в Африку, прослужил 2 года в Танжере, был ранен у Эль-Ксар-эль-Кебира. После возвращения в Португалию снова был откомандирован на север Африки, где провёл 3 года и получил ещё одно ранение. Повторный срок 4 года прослужил в тех же местах, в Марокко, 3 последних в звании капитана. В благодарность за службу в июне 1509 года Мануэл I выделил пособие 15 000 рейш. В 1512 году король отправил Лопу Важа де Сампаю в Индию под командованием Афонсу де Албукерке для взятия Гоа. При приступе Адена рискуя своей жизнью спас Великого Албукерке. После длительного пребывания в Португалии отправился в Индию в 1521 году вместе с Васко да Гамой, назначенным 6-м губернатором и 2-м вице-королём. Васко да Гама умер 24 декабря 1524 года в Кочине, где в то время была сосредоточена вся административная власть заморской территории.
После смерти Васко да Гамы впервые возникла необходимость прибегнуть к королевским указаниям по передаче полномочий главы правительства Индии (порт. as vias de sucessão — дословно: пути преемственности; исп. sucessiones). Это были секретные пакеты, вскрываемые при чрезвычайных ситуациях (например, смерти губернатора), где указывался очередной кандидат на должность наместника короля. Власть передавалась преемнику публично с подписанием акта. До смерти Васко да Гамы использовать данную схему не представлялось необходимым. Конверт вскрыл Лопу Важ де Сампаю и обнаружил в нём имя дона Энрике де Менезеша. Мануэл де Фария-и-Соза и Франсишку де Сан Луиш указали 3 имени в порядке очерёдности преемственности: Энрике де Менезеша, Педру Машкареньяша и Лопу Важа де Сампаю.
Энрике де Менезеш стал первым губернатором, назначенным на должность предварительно подготовленным письменным распоряжением короля, но вскоре, 2 февраля 1526 года, он умер в Кананоре (порт. Cananôr). Во втором секретном пакете о назначении нового губернатора значилось имя дона Педру де Машкареньяша, занимавшего пост губернатора Малакки. Для уведомления кандидата и его прибытия на новое место службы необходимо было время, несколько месяцев. После продолжительных дебатов было решено не терять времени и вскрыть третий секретный пакет, в котором значилось имя Лопу Важа де Сампаю.
После передачи полномочий Нуну да Кунье был арестован и отправлен в Португалию за узурпацию власти. По мнению историков, это произошло по политическим мотивам. Выступил перед королём с блистательной оправдательной речью. Король простил Сампаю, учитывая его многочисленные заслуги. Тем не менее, Лопу Важ де Сампаю вошёл в историю как узурпатор.
«Лузиады», Песнь X, октава 56
Когда же к звездам отойдет правитель,
Ты, Машкареньяш, доблестный и славный,
Увидишь, как коварный похититель
Твой сан захватит дерзко, своенравно.
Но ты, высокой мудрости носитель,
Индийских вод хозяин полноправный,
За все страданья от судьбы суровой
Венок получишь наконец лавровый.
Перевод О. А. Овчаренко
Для Камоэнса Сампаю был «коварным похитителем». О. А. Овчаренко прокомментировала данную оценку следующим образом: «В 1527 году новым губернатором Португальской Индии был назначен Перу Машкареньяш (? —1535), бывший ранее комендантом Малакки. Но Машкареньяш не сумел явиться в Гоа сразу же после получения назначения, и губернаторскую власть самовольно захватил в свои руки комендант Кочина Лопу Важ де Сампайу (? —1538). Машкареньяш вынужден был вернуться в Лиссабон и был позднее направлен в Тунис. Но в 1528 году король объявил Сампайу узурпатором, и он был выслан из Индии в Португалию».